# Misángyi Ottó
Misángyi Ottó (Pécs, 1895. április 20. – Sankt Gallen, 1977. november 30.) magyar sportvezető, főiskolai tanár, edző. Az Országos Sport Központ vezetője és a Nemzeti Sport Bizottság elnöke volt.

## Életpályája
Szülei Misángyi János cipész és Wagner Emília voltak. Atlétikával foglalkozott és 1914-ben a Magyar Atlétikai Szövetség jegyzője volt. Orosz hadifogságból való hazatérte után a Ferencvárosi Torna Club atlétáinak vezetője volt. 1922-től a tornatanárképző tanfolyamon, a Testnevelési Főiskola megszervezésekor a hármas vezetőbizottság tagja volt. 1925-től a főiskolán az atlétika tanára, közben kereskedelmi akadémiai tanfolyamot és jogot végzett. 1921–1932 között a Magyar Atlétikai Szövetség országos szakfelügyelője, 1929–1932 között alelnöke volt. Az 1924. évi nyári olimpiai játékokon, az 1928. évi nyári olimpiai játékokon és az 1932. évi nyári olimpiai játékokon atlétikai versenybíró volt. 1936-ban a pécsi Erzsébet Tudományegyetemen bölcsészdoktor lett. Az 1936. évi nyári olimpiai játékokon is atlétikai versenybíróként szerepelt. 1941–1944 között a Testnevelési Főiskola igazgatója volt. 1945-ben nyugatra távozott, 1947-ben Sankt Gallenban telepedett le, ahol atlétaedző és előadó volt. 1952–1969 között az EVAV munkatársa volt, ahol edzőközpontokat szervezett és edzői terveket készített.

## Művei
- Az angol testnevelésről helyszíni tapasztalatok alapján (Budapest, 1928)
- A nevelő testgyakorlatok tanító anyaga… (I–IV., Kmetykó Jánossal, Budapest, 1929)
- Az újkori atlétika története (I. Budapest, 1932)
- A testnevelés jelentősége a közművelődésben (Budapest, 1935)
- Az időmérés az atlétikában (Budapest, 1939)
- Népiskolai testnevelés (Kmetykó Jánossal, Budapest, 1943)